# Palazzo della Cultura (Tirana)
Il Palazzo della cultura (in albanese: Pallati i Kulturës) è un edificio monumentale che si trova a Tirana nella centrale piazza Scanderbeg.
L'edificio venne realizzato dal Partito del Lavoro d'Albania durante il regime comunista, su richiesta di Enver Hoxha, nell'area precedentemente occupata dall'antico bazar ottomano e dalla storica moschea di Mahmud Muhsin Bey Stërmasi, costruita tra il 1837 e il 1840 durante l'Impero ottomano. 
La prima pietra del Palazzo della Cultura venne posata nel 1959 da Nikita Chruščëv e i lavori si conclusero nel 1963. 
Lo stile architettonico dell'edificio ricalca l'architettura sovietica tipica dei palazzi costruiti nell'Europa orientale durante l'epoca comunista.
Il palazzo della Cultura ospita al proprio interno la Biblioteca nazionale e il Teatro nazionale dell'opera e del balletto.